# لی جه سونگ
لی جه سونگ (کره‌ای: 이재성؛ زادهٔ ۱۰ اوت ۱۹۹۲) یک بازیکن فوتبال اهل کره جنوبی است که در  باشگاه فوتبال ماینتس و تیم ملی فوتبال کره جنوبی در پست هافبک بازی می کند.
وی همچنین در تیم ملی فوتبال کره جنوبی بازی کرده‌است و به همراه تیم ملی فوتبال زیر ۲۳ سال کره جنوبی مدال طلای بازی‌های آسیایی ۲۰۱۴ را کسب کرده‌است.